# Santa Clara (Kuba)
Santa Clara – miasto w środkowej Kubie, przy drodze samochodowej Carretera Central, stolica prowincji Villa Clara. Około 205,8 tys. mieszkańców. Znajduje się w nim Mauzoleum Ernesto „Che” Guevary, wystawione w miejscu, w którym między 28 grudnia 1958 a 1 stycznia 1959 toczyła się bitwa decydująca o losach rewolucji kubańskiej.

## Transport
- Port lotniczy Abel Santa Maria

## Miasta partnerskie
- Cali, Kolumbia
- Oviedo, Hiszpania
- Bloomington, USA
- Czeboksary, Rosja